# Le Chant du Monde
Le Chant du Monde é uma gravadora da França. Essa empresa está associado com a Federação Internacional da Indústria Fonográfica - IFPI.